# Eupithecia magnifica
Eupithecia magnifica là một loài bướm đêm trong họ Geometridae.